# Нор-Ломовка
Нор-Ломовка (Норломов) — река в Пензенской области России, левый приток Ломовки (бассейн Волги). Устье реки находится в 30 км по левому берегу реки Ломовка. Длина реки составляет 56 км, площадь водосборного бассейна — 421 км².
Исток реки находится западнее деревни Баранчеевка в Спасском районе на границе с Вадинским районом в 10 км к северо-востоку от Вадинска. Высота истока — 215 м над уровнем моря.  Река течёт на юго-восток, верховья лежат в Спасском районе, затем река преодолевает небольшой участок по Вадинскому району, среднее и нижнее течение лежит в Нижнеломовском районе. Протекает сёла и деревни Баранчеевка (Спасский район); Аткино (Вадинский район); Засечное, Фёдоровка, Стяжкино, Ананьино, Кувак-Никольское, Серый Ключ, Комари, Гаи, Ендашевка (Нижнеломовский район). Впадает в Ломовку чуть выше города Нижний Ломов у юго-западной границы города.

## Притоки (км от устья)
- 19 км: река Астрочка (пр)
- 26 км: река Ананьинка (лв)
- 39 км: река Серганка (лв)

## Данные водного реестра
По данным государственного водного реестра России относится к Окскому бассейновому округу, водохозяйственный участок реки — Мокша от истока до водомерного поста города Темников, речной подбассейн реки — Мокша. Речной бассейн реки — Ока.
Код объекта в государственном водном реестре — 09010200112110000027148.